# Грабуве
Грабуве (пол. Grabówie) — село в Польщі, у гміні Відава Ласького повіту Лодзинського воєводства.
Населення — 186 осіб (2011).
У 1975-1998 роках село належало до Серадзького воєводства.

## Демографія
Демографічна структура станом на 31 березня 2011 року:
|          | Загалом | Допрацездатний вік | Працездатний вік | Постпрацездатний вік |
| -------- | ------- | ------------------ | ---------------- | -------------------- |
| Чоловіки | 92      | 16                 | 61               | 15                   |
| Жінки    | 94      | 19                 | 48               | 27                   |
| Разом    | 186     | 35                 | 109              | 42                   |